# Niangoloko
Niangoloko là một tổng thuộc  Comoé (tỉnh) ở phía nam Burkina Faso. Thủ phủ là thị xã Niangoloko. Theo điều tra dân số năm 1996, tổng này có tổng dân số 45.971..

## Các thị xã và làng xã
- Niangoloko	(20 000 dân) (thủ phủ)
- Boko	(2 633 dân)
- Dangouindougou	(1 781 dân)
- Diefoula	(1 248 dân)
- Folonzo	(1 618 dân)
- Kakoumana	(1 310 dân)
- Karaborosso	(1 119 dân)
- Kimini	(3 449 dân)
- Koutoura	(2 214 dân)
- Mitieridougou	(2 464 dân)
- Nofesso	(1 838 dân)
- Ouangolodougou	(3 523 dân)
- Tierkora	(1 134 dân)
- Timperba	(2 896 dân)
- Toundoura	(1 105 dân)
- Yendere	(2 851 dân)